# Валеріян Калінка

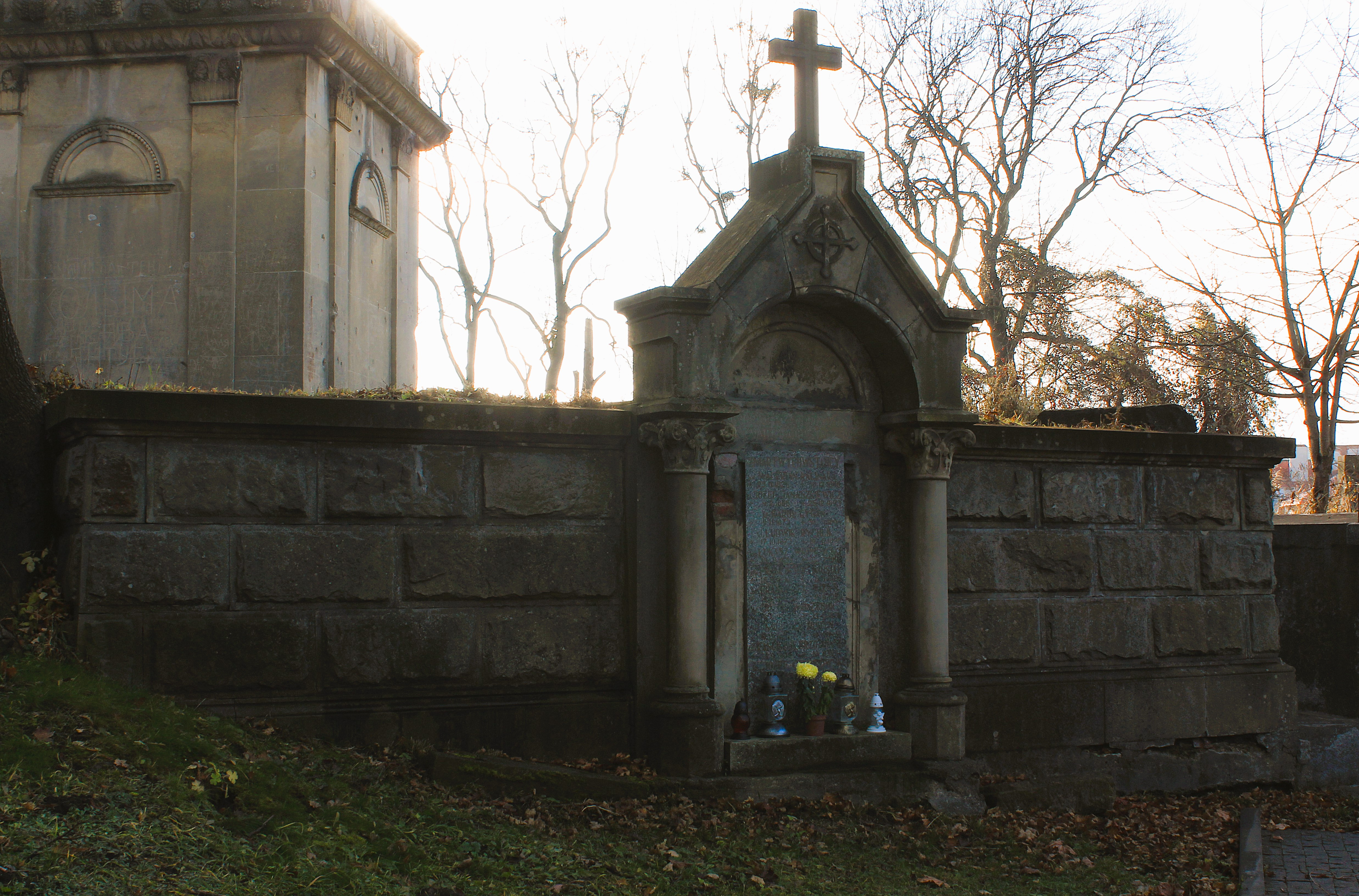
Гробниця ченців ордену Згромадження Змартвихвстанців

Валеріян Калінка (пол. Walerian Kalinka; 20 листопада 1826, Болєховіце  — 16 грудня 1886, Львів) — польський церковний і громадський діяч, священик Згромадження Змартвихвстанців, історик.

## Життєпис
Народився в Болєховіцах під Краковом. До революції 1848 року був завзятим радикалом, після революції став не менш завзятим консерватором. У 1870 році висвячений на священика. Великого значення надавав діяльності Української греко-католицької церкви, яку вважав дієвим засобом боротьби проти російського панславізму. Відстоював ідею польської цивілізаційної місії на сході Європи.
Засновник краківської історичної школи. Одним із перших почав пропагувати думку, що причини краху польської державності слід шукати насамперед у шляхетській анархії. Від 1873 року — член-кореспондент, від 1878 року — дійсний член Академії Знань у Кракові. У 1880 році очолив створений орденом змартвихвстанців інтернат для української молоді у Львові, в якому, за задумом його засновників, мала виховуватися українська еліта, передусім майбутні греко-католицькі священики, які боролися б із москвофільськими й православними впливами. Однак галицько-українські політики розцінили створення інтернату як спробу полонізації українців. Не підтримали ідею «виховної місії інтернату» також польські шовіністи. Упродовж 1880—1886 років листувався з Володимиром Антоновичем, таємно зустрічався з ним. Іван Франко залишив про Калінку спогади.
Помер 16 грудня 1886 року у Львові.Похований на 70 полі Личаківського цвинтаря.

## Публікації
У 1891—1902 роках вийшли з друку 12 томів праць Валеріана Калінки.
- «Galicja i Kraków pod panowaniem austriackim»,
- «Przegrana Francji i przyszłość Europy»[недоступне посилання з червня 2019],
- «Hugo Kołłątaj»,
- «Nasze zadania i uchybienia»,
- «Ostatnie lata panowania Stanisława Augusta»,
- «O książce prof. M. Bobrzyńskiego „Dzieje Polski w zarysie“» та «Walerian Kalinka — O Dziejach Polski prof. M.Bobrzyńskiego» — www.omp.org.pl [Архівовано 4 березня 2016 у Wayback Machine.]
- «O znaczeniu obchodu 3 Maja» [Архівовано 31 січня 2018 у Wayback Machine.],
- «Względy Polskie w sprawie władzy świeckiej papieża»,
- «Żale Polaków na Zachód»,
- «Ustawa trzeciego maja»
- Sejm Czteroletni t. 1 cz. 1, t. 1 cz. 2, t.2 cz. 1, t.2 cz. 2, t. 3
- «Sprawa ruska na Sejmie Czteroletnim»[недоступне посилання з червня 2019]
- «Pisma pomniejsze» t. 1 t. 2 t. 3 — 4